# New Wave of American Heavy Metal
New Wave of American Heavy Metal (NWOAHM) är en heavy metal-musikrörelse som har sitt ursprung i USA under mitten av 1990-talet och har expanderat under 2000-talet. Några av banden som anses vara en del av rörelsen bildades redan i slutet av 1980-talet, men blev inte inflytelserika eller populära förrän det följande årtiondet. Begreppet NWOAHM är en hänvisning till New Wave of British Heavy Metal-rörelsen under den senare delen av 1970-talet.

## Lista över huvudsakliga band inom NWOAHM
En lista över noterbara band som framkom under NWOAHM-eran:
| - 3 Inches of Blood - The Acacia Strain - Agnostic Front - The Agony Scene - A Life Once Lost - Alkaline Trio - All That Remains - As I Lay Dying - Atreyu - Avenged Sevenfold - Becoming the Archetype - Between the Buried and Me - Biohazard - The Black Dahlia Murder - Black Label Society - The Blamed - Bleeding Through - Bury Your Dead - Byzantine - Cannae - Candiria - Cave In - Chimaira (musikgrupp) - Common Dead - CKY - Coalesce - Converge | - Crisis - Damageplan - Darkest Hour - Demon Hunter - DevilDriver - Diecast - The Dillinger Escape Plan - Down - Drowning Pool - Eighteen Visions - Every Time I Die - From a Second Story Window - Glassjaw - God Forbid - Hatebreed - High on Fire - Ion Dissonance - Killswitch Engage - Kittie - Korn - Lamb of God - Life of Agony - Machine Head - Martyr A.D. - Mastodon - Misery Signals - Most Precious Blood | - My Chemical Romance - Neurosis - Norma Jean - Otep - Overcast - Pantera - Poison the Well - Prong - Pro-Pain - The Red Chord - Remembering Never - Rise Against - Shadows Fall - Slipknot - Society 1 - Still Remains - Strapping Young Lad - Stuck Mojo - Superjoint Ritual - System of a Down - Terror - Throwdown - Trivium - Unearth - War of Ages - Winter Solstice - Zao |